# Markus Neff
Markus Neff (* 1963 in Bludenz) ist ein österreichischer Koch. 

## Werdegang
Neff wuchs nahe der Schweizer Grenze auf. 1983 geht er nach Saas-Fee ins Restaurant Fletschhorn, wo er 1989 Souschef wird. 1994 wurde das Fletschhorn mit 18 Punkten im Gault-Millau und Küchenchefin Irma Dütsch als „Schweizer Köchin des Jahres“ ausgezeichnet, und der Guide Michelin verlieh dem Restaurant einen Stern. 1998 erschien das Kochbuch Esprit de cuisine.
Im Dezember 2003 erwirbt Markus Neff mit Charlie Neumüller und Maren Müller das Restaurant Fletschhorn von Familie Dütsch. 
2006 wurde Neff Küchenchef des Waldhotels Fletschhorn in Saas-Fee. Er wurde von Gault-Millau als Koch des Jahres 2007 ausgezeichnet.

## Auszeichnungen
- 2007: Koch des Jahres, Gault-Millau Schweiz[1]
- 2021: Ein Michelinstern[2]

## Buch
- mit Paul Imhof: Küche zwischen Berg und Tal. Geschichten und Rezepte aus dem Waldhotel Fletschhorn. AT-Verlag, Baden 2009, ISBN 978-3-03-800476-9.